# Saint-Germain-d'Étables
Saint-Germain-d'Étables är en kommun i departementet Seine-Maritime i regionen Normandie i norra Frankrike. Kommunen ligger i kantonen Longueville-sur-Scie som tillhör arrondissementet Dieppe. År 2022 hade Saint-Germain-d'Étables 235 invånare.

## Befolkningsutveckling
Antalet invånare i kommunen Saint-Germain-d'Étables
| Referens: INSEE |